# Masdevallia rimarima-alba
Masdevallia rimarima-alba är en orkidéart som beskrevs av Carlyle August Luer. Masdevallia rimarima-alba ingår i släktet Masdevallia och familjen orkidéer.
Artens utbredningsområde är Peru. Inga underarter finns listade i Catalogue of Life.